# Trske
Trske (znanstveno ime Gadidae) so družina morskih rib iz redu Gadiformes. 
Večina vrst je razširjenih po zmerno toplih vodah severne poloble, med nimi pa so tudi izjeme, ki poseljujejo vode južne poloble. Po večini so to srednje velike ribe, za katere so značilne po tri hrbtne in po dve predrepne plavuti. Večina vrst je mesojedih. Hranijo se predvsem z manjšimi ribjimi vrstami in majhnimi raki, ki jih po morskem dnu iščejo s posebnimi izrastki, ki jih imajo na spodnji strani glave in okoli ust. 
Trske pri drstenju izležejo po več milijonov iker, zaradi česar je ta družina izjemno pogosta. Zaradi velikega števila trsk, so le-te postale pomembne gospodarske ribe.
Za na soncu posušeno trsko, iz katere se izdeluje Bakala, se je uveljavilo ime Polenovka.

## Rodovi in vrste
V družino je vključenih 24 vrst, ki so razdeljene v 13 rodov:
Družina Gadidae
- Rod Arctogadus  Dryagin, 1932. 
  - Arctogadus borisovi  Dryagin, 1932 
  - Arctogadus glacialis  (Peters, 1872)
- Rod Boreogadus  Günther, 1862. 
  - Boreogadus saida  (Lepehin, 1774)
- Rod Eleginus  Fischer, 1813. 
  - Eleginus gracilis  (Tilesius, 1810) 
  - Eleginus nawaga  (Koelreuter, 1770)
- Rod Gadiculus  Guichenot, 1850. 
  - Gadiculus argenteus argentus  Guichenot, 1850 
  - Gadiculus argenteus thori  Schmidt, 1914
- Rod Gadus  Linné, 1758. 
  - Gadus macrocephalus  Tilesius, 1810 
  - Gadus morhua  Linnaeus, 1758 
  - Gadus ogac  Richardson, 1836
- Rod Melanogrammus  Gill, 1862. 
  - Melanogrammus aeglefinus  (Linnaeus, 1758)
- Rod Merlangius  Garsault, 1764. 
  - Merlangius merlangus  (Linnaeus, 1758)
- Rod Microgadus  Gill, 1865. 
  - Microgadus proximus  (Girard, 1854) 
  - Microgadus tomcod  (Walbaum, 1792)
- Rod Micromesistius  Gill, 1863. 
  - Micromesistius australis  Norman, 1937 
  - Micromesistius poutassou  (Risso, 1827)
- Rod Pollachius  Nilsson, 1832. 
  - Pollachius pollachius  (Linnaeus, 1758) 
  - Pollachius virens  (Linnaeus, 1758)
- Rod Raniceps  Oken, 1817. 
  - Raniceps raninus  (Linnaeus, 1758)
- Rod Theragra  Lucas in Jordan & Evermann, 1898. 
  - Theragra chalcogramma  (Pallas, 1814) 
  - Theragra finnmarchica  Koefoed, 1956
- Rod Trisopterus  Rafinesque, 1814. 
  - Trisopterus esmarkii  (Nilsson, 1855) 
  - Trisopterus luscus  (Linnaeus, 1758) 
  - Trisopterus minutus  (Linnaeus, 1758)